# Billy Murray

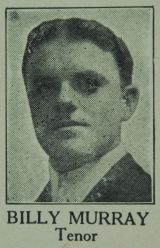
Billy Murray um 1919

Billy Murray (* 25. Mai 1877 in Philadelphia, Pennsylvania als William Thomas Murray; † 17. August 1954 in Jones Beach, New York) war ein US-amerikanischer Sänger. Murray gilt als erfolgreichster Künstler in der frühen Plattenindustrie.

## Leben

### Kindheit und Jugend
Murray war der Sohn irischer Einwanderer und wuchs in Denver, Colorado, auf, wo die Familie 1883 hingezogen war. Schon früh interessierte Murray sich für das Showgeschäft und wurde bereits 1893 – als Jugendlicher – Teil der Harry Leavitt’s High Rollers, einer umherziehenden Show.

### Karriere

#### Aufstieg
Für die nächsten zehn Jahre reiste Murray mit Minstrel- und Vaudevilleshows umher. Es war bei einer dieser Vaudevilles, bei der Murray seinen Namen „Billy“ bekam. Leiter Al G. Fields fand, dass dieser besser zu einem Künstler und Komiker, wie Murray es war, passte. Seine ersten Aufnahmen machte Murray bereits 1897 mit Matt Keefe bei einer lokalen Cylinder-Firma in San Francisco. Erst 1903 machte Murray, wahrscheinlich für Edison Records, seine ersten Soloaufnahmen. In den nächsten Jahren spielte Murray für die verschiedenen großen Labels Columbia Records, Victor Records und Edison eine große Anzahl an Titeln ein. 1906 erschienen die ersten Aufnahmen mit Ada Jones, die schnell Hits wurden. Murrays Tenor kam gut an und ließ ihn schnell zu einem der gefragtesten und erfolgreichsten Sänger seiner Ära werden. Für ihn wurde das American Quartet gebildet, das ihn bei seinen Einspielungen begleitete. Für Edison wurde aus dem Quartett das Premier Quartet und mit einem fünften Mitglied von Zeit zu Zeit auch das Heidelberg Quintet.
Joel Whitburn schrieb in seinem Buch Pop Memories, 1890–1954: The History of American Popular Music, dass insgesamt 44 von Murrays Singles zu Hits wurden. Seinen ersten hatte er laut Whitburn bereits 1903 mit Tessie.
1909 unterzeichnete Murray einen Zehn-Jahres-Vertrag mit Victor für Platten und mit Edison für Cylinder-Aufnahmen, was eine eher seltene Vorgehensweise der damaligen Zeit war. Normalerweise standen die Künstler bei keinem Label fest unter Vertrag, sondern wechselten zwischen den Plattenfirmen hin und her. Trotzdem schienen die Exklusivverträge mit Victor und Edison ein guter Zug gewesen zu sein, denn seine Karriere stand zwischen 1909 und 1920 auf dem Höhepunkt. Seine Komik- und Noveltysongs verkauften sich ausgesprochen gut. Murray wird als einer der „recording pioneers“ gewertet, die Pioniere der modernen Schallplattenindustrie.

#### Spätere Karriere

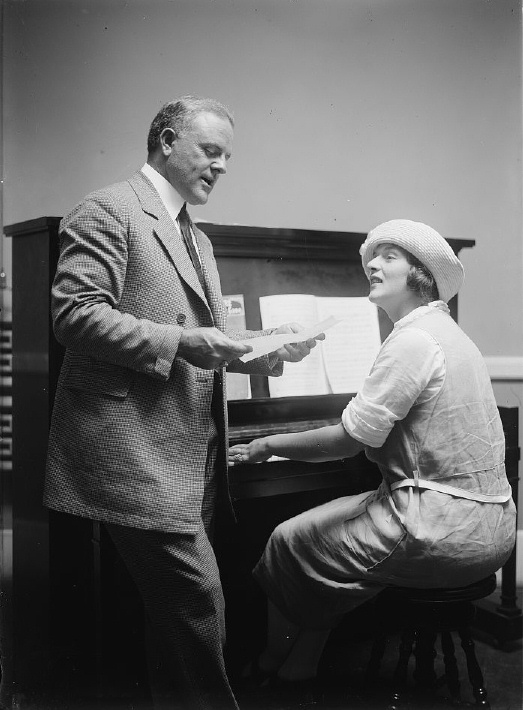
Billy Murray (stehend) mit Aileen Stanley in seiner späteren Karriere

1920, als die Technik der Cylinder veraltet war, unterzeichnete Murray bei Victor erneut einen Exklusivvertrag, diesmal nur für Schallplatten. Trotzdem begann seine Popularität Mitte der 1920er-Jahre, vor allem mit dem Aufkommen anderer populärer Musikrichtungen wie Jazz, zu schwinden. Bis 1927 verblieb Murray bei Victor, wechselte danach zu günstigeren Labels. Als talentierter und leidenschaftlicher Komiker versuchte er sich daher während der 1930er-Jahre im Radio und spielte gleichzeitig für RCA Victors Sublabel Bluebird und Joe Davis’ Beacon Records bis Anfang der 1940er-Jahre weniger erfolgreiche Platten ein. Ein paar Jahre später zog Murray sich aufgrund einer Herzkrankheit aus dem Musikgeschäft zurück.
Murray starb 1954 relativ unbeachtet und vergessen.

## Werk
Billy Murray gilt als einer der Pioniere der Plattenindustrie. Er war seit Beginn des 20. Jahrhunderts im Geschäft und wird sogar als der erfolgreichste Sänger seiner Ära in den Vereinigten Staaten angesehen. Sein Erfolg war grundlegend für den weiteren Verlauf der Musikindustrie.